# عتامنة الجعافرة
هي من القرى القديمة وإسمها القديم «مشأة أقلول» لأنها تجاور قرية أقلول والتي تسمى اليوم الجعافرة،

وردت في تاريخ الفيوم وبلاده فقال: وتعرف بمنشأة إبراهيم بن جعفر ، ووردت في تربيع سنة 933هـ العثمانية،

ولإزالة اللبس بينها وبين قرية العتامنة والمزارعة القريبة منها، عرفت باسم عتامنة الجعافرة لأن أهلها أصلهم أولاد إبراهيم بن جعفر ولأنها تجاور ناحية الجعافرة الحالية ووردت بإسمها الحالى في تاريخ سنة 1228هـ.